# アメリカ合衆国東海岸

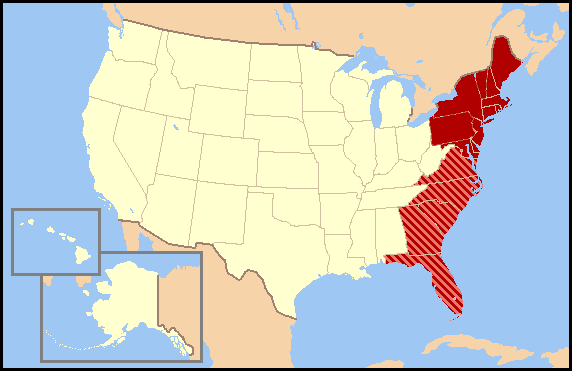
アメリカ東海岸の範囲。より広義には、地図中では斜線で示されている、通常は南部に分類されるバージニア州以南の南部大西洋岸諸州も含まれることがある。

アメリカ合衆国東海岸（アメリカがっしゅうこくひがしかいがん、East Coast of the United States of America）は、アメリカ合衆国の中で大西洋に面した地域である。

## 概要
海岸線の面したこの地域を指す別な名称には、イースタン・シーボードがある。通常は、大西洋に面する州の中でもメリーランド州以北、つまりニューイングランドの6州（メイン州、ニューハンプシャー州、バーモント州、マサチューセッツ州、ロードアイランド州、コネチカット州）、中部大西洋岸の5州（ニューヨーク州、ニュージャージー州、ペンシルベニア州、デラウェア州、メリーランド州）、およびコロンビア特別区を指すが、広義には、バージニア州以南の南部大西洋岸諸州、南部諸州の一部ノース・カロライナ、サウス・カロライナ、バージニアを合わせて14州とする考え方もある。。より狭義には、ボストンからワシントンD.C.まで連なるメガロポリス、ボスウォッシュのみを「東海岸」として指す場合もある。
アメリカ合衆国東海岸はアメリカ合衆国史上、最も早くから植民が始まった地である。17世紀には既にこの地域への入植が始まっていた。メイン州は1677年には、イギリスのマサチューセッツ植民地に属した。1776年に独立を勝ち得た13植民地も、すべて大西洋に面した州である。南北戦争においては、メリーランド州とデラウェア州は奴隷州であったものの、開戦後にはメリーランド州以北の大西洋岸の州はすべてアメリカ合衆国側に残った。

## 政治と教育
21世紀にはロードアイランド州、ニューヨーク州、マサチューセッツ州、コネチカット州など、東部の州は民主党の牙城として知られるようになった。アメリカ合衆国東海岸は、アイビー・リーグの8校をはじめとする有名大学が、数多くキャンパスを構える学術文化の中心地でもある。また、カリフォルニア州を中心としたアメリカ合衆国西海岸と並んで自由の気風が強いことでも知られ、『イースト・コースト・リベラル』とも呼ばれる。州間高速道路95号線が縦貫することから、「I-95回廊」（I-95 Corridor）とも称される。
また定義上は、南部のバージニア州およびそれ以南のノースカロライナ州、サウスカロライナ州、ジョージア州、およびフロリダ州も大西洋に面し、アメリカ合衆国の東側の海岸であるため東海岸ということになるが、通常はこれらの州は「東海岸」よりは「南部」に含められている。これらの州は、南北戦争時にはアメリカ連合国に属し、保守的傾向が強いなど、メリーランド州以北の「東海岸」とは歴史的にも文化的にも大きく異なっている。共通点は「南部」でも「大西洋岸」という点にある。
アトランティック・コースト・カンファレンスの構成校14校のうち10校がこれらの州にキャンパスを置く。バージニア大学、バージニア工科大学（以上バージニア州）、デューク大学、ノースカロライナ大学、ノースカロライナ州立大学、ウェイク・フォレスト大学（以上ノースカロライナ州）、クレムソン大学（サウスカロライナ州）、ジョージア工科大学（ジョージア州）、フロリダ州立大学、マイアミ大学（以上フロリダ州）が該当する。残る4校のうち、メリーランド州以北の「東海岸」諸州にキャンパスを置くのはボストン・カレッジ、ピッツバーグ大学、シラキュース大学の3校である（残り1校、ルイビル大学はケンタッキー州にあり、「大西洋岸」ですらない）。
歴史的にも、フロリダ半島にアメリカ合衆国史上初の都市であるセントオーガスティンが1565年に建設されたり、ハーバード大学に次ぐ長い歴史を誇るウィリアム・アンド・メアリー大学がバージニア州ウィリアムズバーグで1693年に創立されたりと、メリーランド州以北の「東海岸」と同等か、それ以上に長い歴史を持っている。

## 文化
ニューヨークは、ブロードウェイなどのエンタメ産業の中心地でもある。音楽分野では、ニューヨーク・パンクやラップ/ヒップホップ発祥の地でもある。マウンテン、ブルー・オイスター・カルト、パティ・スミス、テレヴィジョン、ラモーンズ、トーキング・ヘッズなどのロック音楽家や、BTエクスプレス、カメオ、ジミー・キャスター・バンチ、ファットバックなどのR&B音楽家などが東海岸を拠点に活躍した。またグランドマスター・フラッシュ、アフリカ・バンバータ、クール・ハーク、パブリック・エネミーらのヒップホップ音楽家も、東海岸出身である。